# Обердахштеттен
Обердахштеттен (нім. Oberdachstetten) — громада в Німеччині, розташована в землі Баварія. Підпорядковується адміністративному округу Середня Франконія. Входить до складу району Ансбах.
Площа — 23,66 км2. Населення становить 1678 ос. (станом на 31 грудня 2020).